# Backobourkia
Backobourkia Framenau, Dupérré, Blackledge & Vink, 2010 è un genere di ragni appartenente alla famiglia Araneidae.

## Etimologia
Il nome del genere deriva dall'espressione colloquiale australiana back o'Bourke, cioè oltre, dietro Bourke, che si riferisce alla remota cittadina di Bourke nel Nuovo Galles del Sud e quindi assume il significato traslato di nel bel mezzo del nulla.

## Descrizione
Analisi filogenetiche pongono questo genere nel clade dell'uncino delle coxae, con molti caratteri in comune col genere Eriophora Simon, 1864

## Distribuzione
Le 3 specie oggi note di questo genere sono state rinvenute in Oceania: tutte sono presenti in Australia; altre località di rinvenimento sono la Nuova Zelanda, Nuova Caledonia e isole Norfolk.

## Tassonomia
A novembre 2013, si compone di 3 specie:
- Backobourkia brounii (Urquhart, 1885) — Australia, Nuova Zelanda
- Backobourkia collina (Keyserling, 1886) — Australia
- Backobourkia heroine (L. Koch, 1871)[3] — Australia, Nuova Caledonia, isole Norfolk e, probabilmente, Nuova Zelanda

### Sinonimi
- Backobourkia annulata Keyserling, 1886; trasferita dal genere Araneus Clerck, 1757 e posta in sinonimia con B. heroine (L. Koch, 1871) a seguito di un lavoro di Dondale del 1966 con la vecchia denominazione di Araneus[2].
- Backobourkia reversa Hogg, 1914; trasferita dal genere Araneus Clerck, 1757 e posta in sinonimia con B. collina (Keyserling, 1886) a seguito di un lavoro di Framenau et al. del 2010[2].
- Backobourkia ventricosella (Roewer, 1942); trasferita dal genere Araneus Clerck, 1757 e posta in sinonimia con B. heroine (L. Koch, 1871) a seguito di un lavoro di Paquin et al. (2008d) con la vecchia denominazione di Eriophora[2].